# Tetrameranthus globulifer
Tetrameranthus globulifer là loài thực vật có hoa thuộc họ Na. Loài này được Westra miêu tả khoa học đầu tiên năm 1988.